# Rhathymoscelis peruibensis
Rhathymoscelis peruibensis är en skalbaggsart som beskrevs av Lane 1951. Rhathymoscelis peruibensis ingår i släktet Rhathymoscelis och familjen långhorningar. Inga underarter finns listade i Catalogue of Life.